# فرخ‌مرد بهرامان
فرخ‌مرد بهرامان از دانشمندان ایرانی سده هفتم و نویسنده کتاب مادگان هزار دادستان بود. کتاب مادگان هزار دادستان کتابی بسیار مهم در زمینه حقوق است که از بخش‌هایی از آن از دوران ساسانیان به‌جا مانده و ساختار حقوقی شاهنشاهی ساسانی را روشن‌سازی می‌کند. فرخ‌مرد پسر شخصی به نام بهرام بود و نوشتن کتابش را در حوالی سال ۶۲۰ میلادی و در زمان خسرو پرویز به پایان رساند. در این کتاب از بایگانی‌های شهر زادگاه فرخ‌مرد، گور و همچنین از بایگانی‌هایی که او به صورت خصوصی در اختیار داشته استفاده شده است. اطلاعات دیگری راجع به فرخ‌مرد در دسترس نیست، جز اینکه از اهالی جبل انارویه بوده و احتمال می‌رود در سده هفتم از دنیا رفته است.